# الکور، مراکش
الکور یا الغور (انگلیسی: El Gour) سایت و ناحیه‌ای باستان‌شناسی در منطقه فاس–مکناس در شمال مراکش است. تاریخ ساخت این سکونتگاه به قرن ۴ تا ۲ پیش از میلادی می‌رسد.